# Иван Топчев
Иван Петров Топчев е български военен деец и революционер, войвода на Македонския комитет и Вътрешната македоно-одринска революционна организация.

## Биография
Топчев е роден в град Велес, тогава в Османската империя, днес в Северна Македония. Завършва Военното училище в София.
През 1895 година участва в Четническата акция на Македонския комитет под командването на Кочо Лютата, като военен ръководител на четата „Пирин планина“. През 1897 година е делегат от Новоселското дружество на Четвъртия македонски конгрес.
В 1903 година заедно с Григор Манасиев оглавява чета, която в началото на септември заминава за Македония заедно с четата на Никола Дечев, и четата на Атанас Мурджев и Тома Пожарлиев заминават за вътрешността.
На 25 септември 3-те чети са обкръжени при кратовското село Луково от 7000 души редовна войска и башибозук. След 10-часово сражение четите се изтеглят, но Григор Манасиев и Никола Дечев загиват. Иван Топчев е тежко ранен и за да не попадне в плен се самоубива.